# インナ・リスカル
インナ・リスカル（アゼルバイジャン語: İnna Rıskal、ロシア語: И́нна Вале́рьевна Ры́скаль、英語: Inna Ryskal 1944年6月15日 - ）は、ソビエト連邦（アゼルバイジャン出身）の元バレーボール選手。

## 人物
1944年6月15日、アゼルバイジャン・バクー出身。
ソビエト女子代表として4度のオリンピック（1964、1968、1972、1976）に出場、1968年メキシコシティ五輪、1972年ミュンヘン五輪で金メダル、1964年東京五輪、1976年モントリオール五輪で銀メダルを獲得した。
2000年に大松博文、白井貴子とともにバレーボール殿堂入り。
日本では「リスカリ」、「ルイスカリ」と表記される例も見られる。